# Archips podana
Archips podana là một loài bướm đêm thuộc họ Tortricidae. Nó được tìm thấy ở châu Âu, Anatolia và là loài du nhập ở Bắc Mỹ.

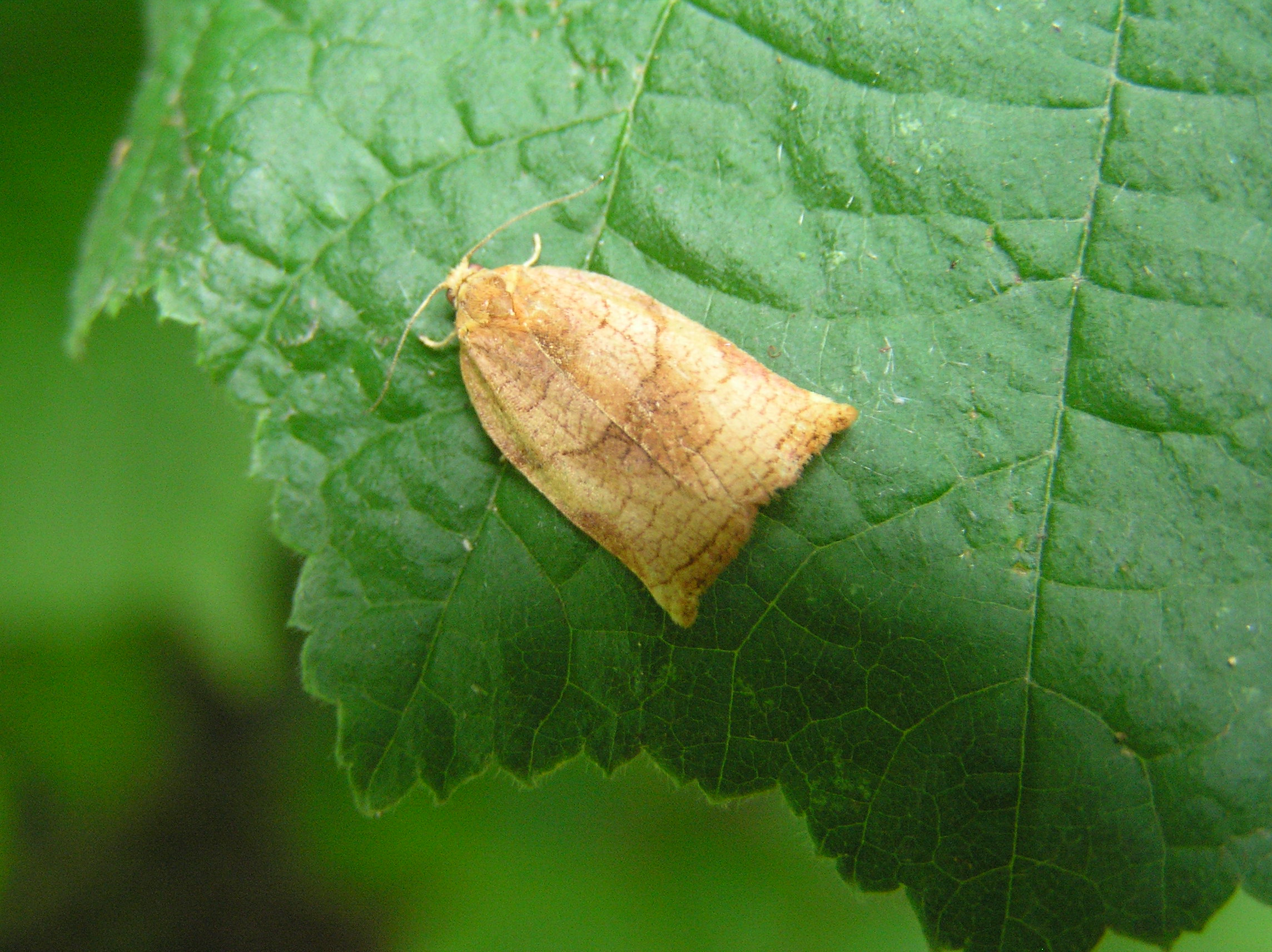
Con cái

Sải cánh dài 18–26 mm. Con trưởng thành bay làm một đợt từ tháng 6 đến tháng 9.
Ấu trùng ăn apple, pear, cherry và plum.

## Hình ảnh

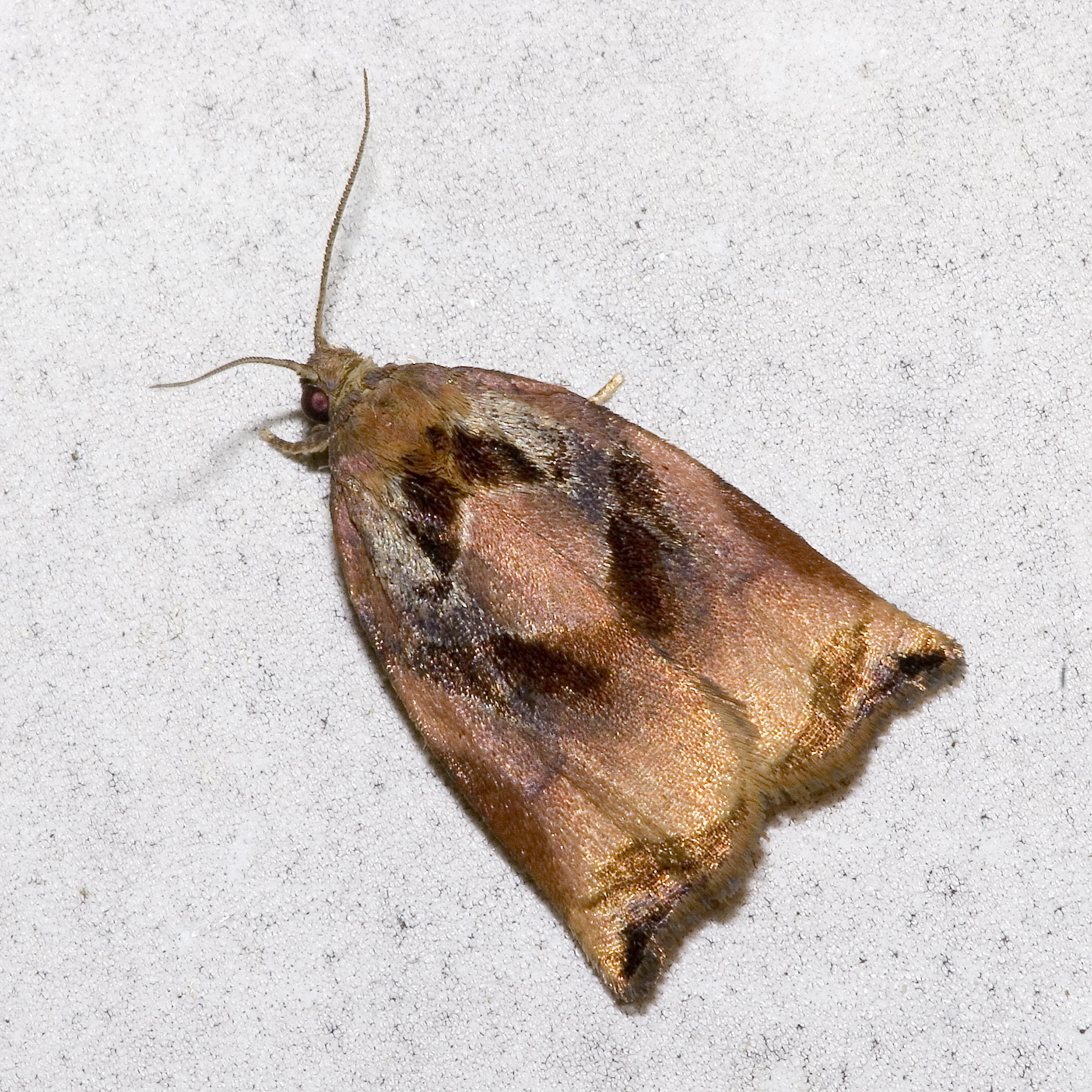
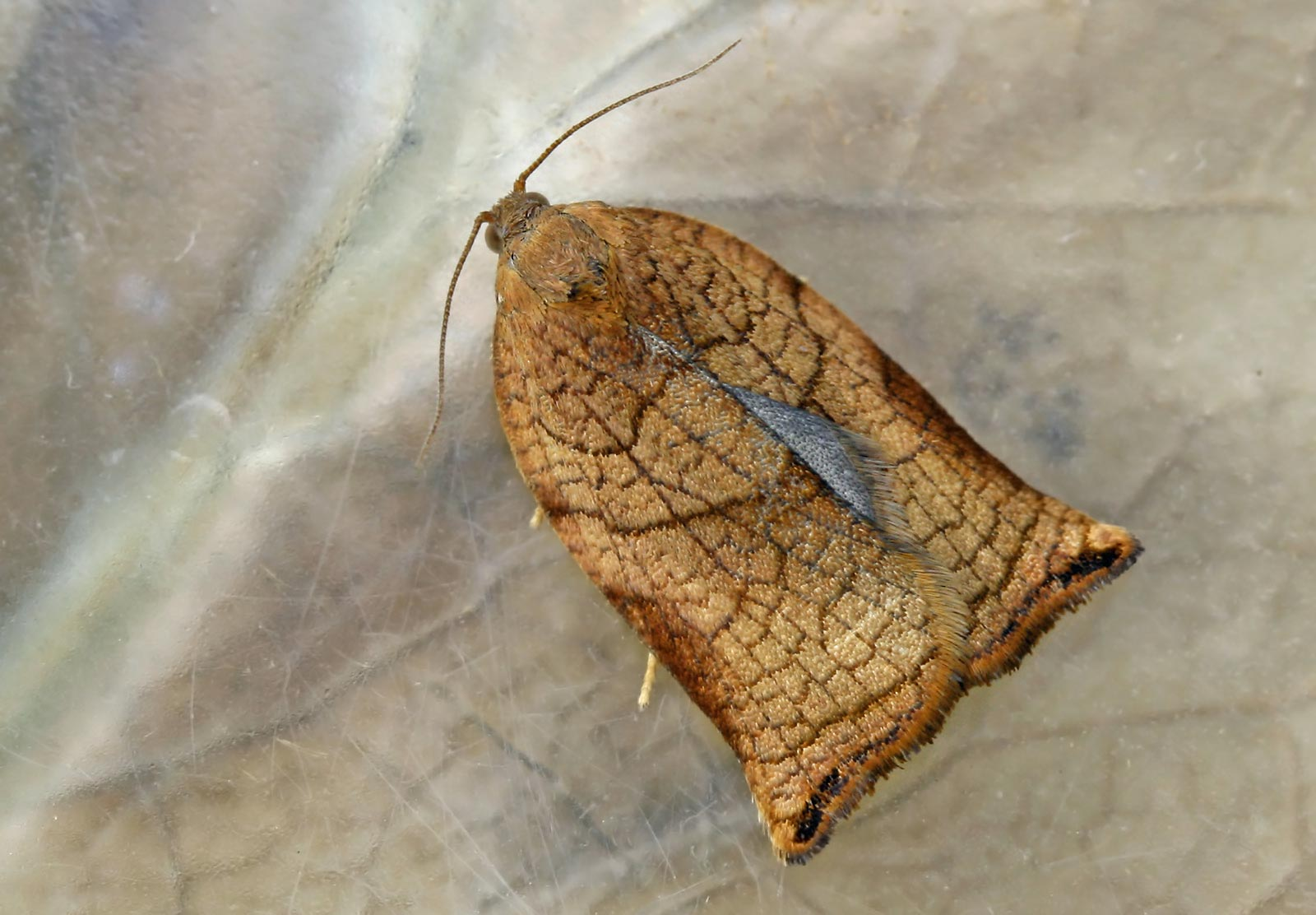
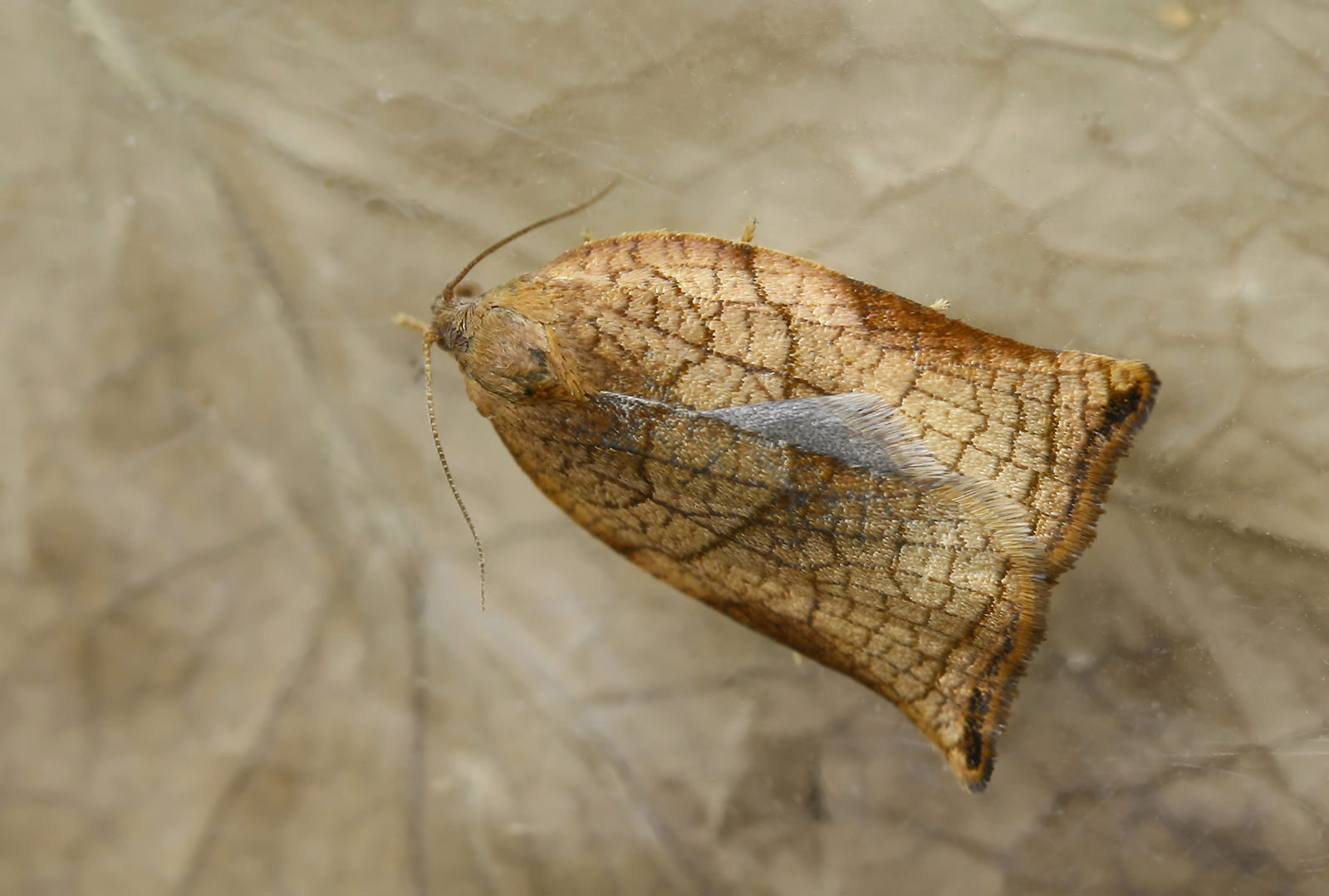
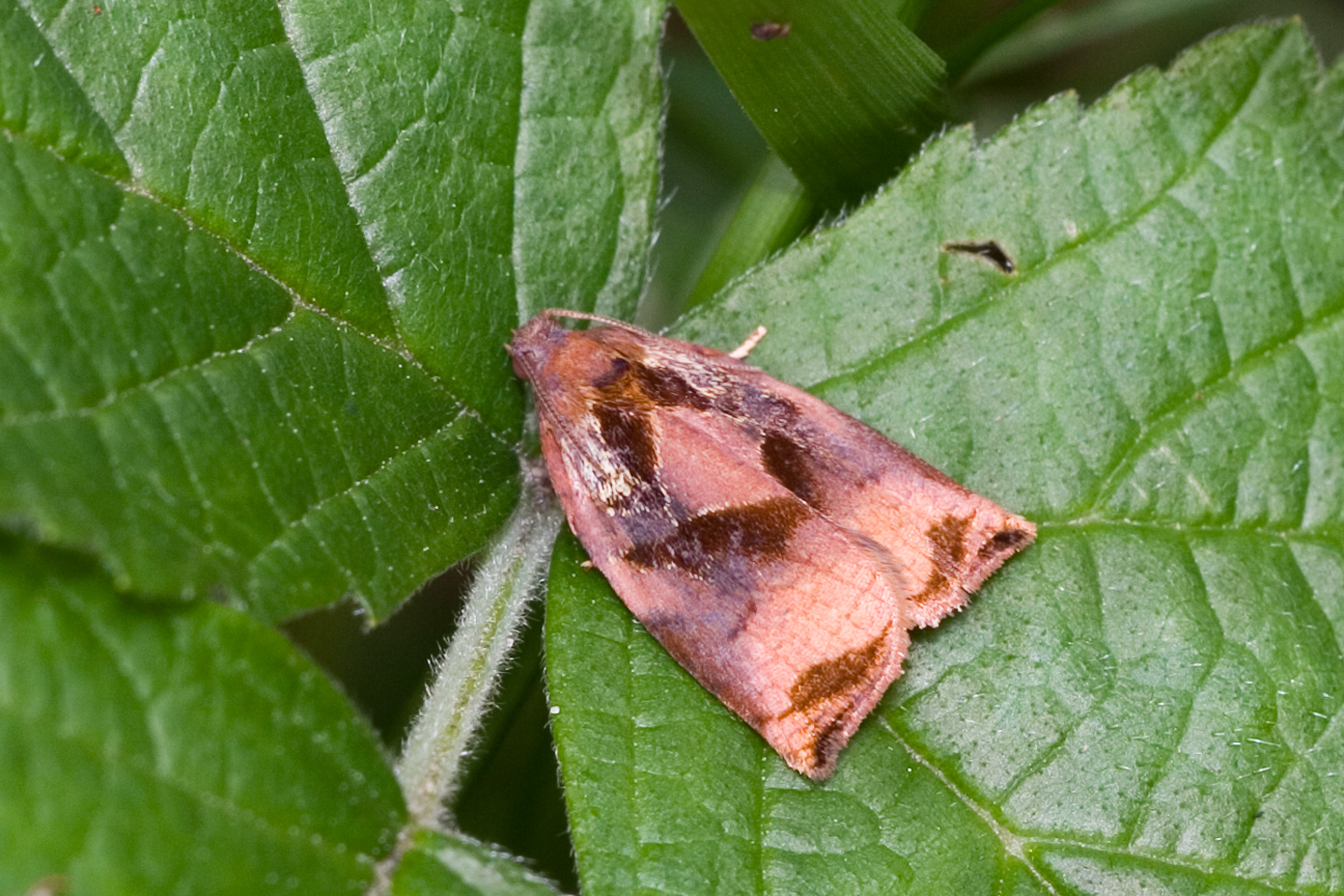